# 18e étape du Tour de France 2020
Pour un article plus général, voir Tour de France 2020.
La 18e étape du Tour de France 2020 se déroule le jeudi 17 septembre 2020 entre Méribel et La Roche-sur-Foron, sur une distance de 175 kilomètres.

## Parcours
Cinq difficultés sont au programme de cette dernière étape de montagne (hors clm). La première d'entre-elles, le Cormet de Roselend (18,6 km à 6,1 %) est classée en 1re catégorie. Il s'agit ensuite d'une succession d'ascensions : la côte de la route des Villes (3,2 km à 6,6 %), le col des Saisies (14,6 km à 6,4 %) et le col des Aravis (6,7 km à 7 %), respectivement classées en 3e, 2e et 1re catégorie. Pour terminer, la montée du Plateau des Glières (6 km à 11,2 %, hors catégorie et bonifications) se dresse devant les coureurs. Dans le final, le col des Fleuries n'est pas répertorié. Les derniers kilomètres sont presque tous en descente.

## Déroulement de la course
Les classements annexes animent la dernière étape de montagne, avec une échappée de 32 coureurs. Le maillot vert Sam Bennett remporte le sprint intermédiaire, en devançant Matteo Trentin et Peter Sagan. Marc Hirschi devance au Cormet de Roselend Richard Carapaz. Le duo est rejoint dans la descente par Michał Kwiatkowski (Ineos), Nicolas Edet (Cofidis) et Peio Bilbao (Bahrain-McLaren). Hirschi devance une nouvelle fois Carapaz au sommet de la côte de la Route des villes et du col des Saisies, alors qu'Edet est distancé dans cette ascension. Hirschi chute dans la descente et ne parviendra jamais à recoller sur le trio de tête. Carapaz passe alors sans contestation en tête du col des Aravis. Bilbao est distancé à 3,4 km du sommet de la montée du Plateau des Glières. Landa attaque dès les premières pentes du col mais est repris juste avant le sommet par le groupe maillot jaune, duquel ont été lâchés Guillaume Martin, Rigoberto Urán, Adam Yates et Alejandro Valverde. Carapaz passe en tête au col, s'emparant ainsi du maillot à pois, malgré les points de la 6e place pris par Tadej Pogačar. Richie Porte est victime d'une crevaison sur la section empierrée suivant le col, mais parvient à rentrer sur le groupe maillot jaune dans le col des Fleuries, non-répertorié au classement de la montagne. Les deux coureurs d'Ineos franchissent la ligne d'arrivée main dans la main, Carapaz laissant la victoire d'étape à Kwiatkowski. Wout van Aert remporte le sprint pour la 3e place, à 1 minute 51 du vainqueur. Il devance de deux secondes le maillot jaune et le maillot blanc, de trois secondes le reste du groupe. Le groupe Yates termine à 4 minutes 34 de Kwiatkowski. Les membres du Top 10 du classement général ne changent pas, mais Yates et Urán perdent chacun deux places.

## Résultats

### Classement de l'étape
| Classement de la 18e étape | Classement de la 18e étape | Classement de la 18e étape | Classement de la 18e étape | Classement de la 18e étape |
|                            | Coureur                    | Pays                       | Équipe                     | Temps                      |
| -------------------------- | -------------------------- | -------------------------- | -------------------------- | -------------------------- |
| 1er                        | Michał Kwiatkowski         | Pologne                    | Ineos Grenadiers           | en 4 h 47 min 33 s         |
| 2e                         | Richard Carapaz            | Équateur                   | Ineos Grenadiers           | + 0 s                      |
| 3e                         | Wout van Aert              | Belgique                   | Jumbo-Visma                | + 1 min 51 s               |
| 4e                         | Primož Roglič              | Slovénie                   | Jumbo-Visma                | + 1 min 53 s               |
| 5e                         | Tadej Pogačar              | Slovénie                   | UAE Emirates               | + 1 min 53 s               |
| 6e                         | Richie Porte               | Australie                  | Trek-Segafredo             | + 1 min 54 s               |
| 7e                         | Enric Mas                  | Espagne                    | Movistar                   | + 1 min 54 s               |
| 8e                         | Mikel Landa                | Espagne                    | Bahrain-McLaren            | + 1 min 54 s               |
| 9e                         | Damiano Caruso             | Italie                     | Bahrain-McLaren            | + 1 min 54 s               |
| 10e                        | Tom Dumoulin               | Pays-Bas                   | Jumbo-Visma                | + 1 min 54 s               |
| modifier                   |                            |                            |                            |                            |

### Points attribués
| Sprint intermédiaire Aime (km 14) | Sprint intermédiaire Aime (km 14) | Sprint intermédiaire Aime (km 14) | Sprint intermédiaire Aime (km 14) | Sprint intermédiaire Aime (km 14) |
| --------------------------------- | --------------------------------- | --------------------------------- | --------------------------------- | --------------------------------- |
|                                   | Coureur                           | Pays                              | Équipe                            | Point(s)                          |
| 1er                               | Sam Bennett                       | Irlande                           | Deceuninck-Quick Step             | 20                                |
| 2e                                | Matteo Trentin                    | Italie                            | CCC                               | 17                                |
| 3e                                | Peter Sagan                       | Slovaquie                         | Bora-Hansgrohe                    | 15                                |
| 4e                                | Dylan van Baarle                  | Pays-Bas                          | Ineos Grenadiers                  | 13                                |
| 5e                                | Bob Jungels                       | Luxembourg                        | Deceuninck-Quick Step             | 11                                |
| 6e                                | Thomas De Gendt                   | Belgique                          | Lotto-Soudal                      | 10                                |
| 7e                                | Michał Kwiatkowski                | Pologne                           | Ineos Grenadiers                  | 9                                 |
| 8e                                | Jasper De Buyst                   | Belgique                          | Lotto-Soudal                      | 8                                 |
| 9e                                | Simon Geschke                     | Allemagne                         | CCC                               | 7                                 |
| 10e                               | Krists Neilands                   | Lettonie                          | Israel Start-Up Nation            | 6                                 |
| 11e                               | Dario Cataldo                     | Italie                            | Movistar                          | 5                                 |
| 12e                               | Nélson Oliveira                   | Portugal                          | Movistar                          | 4                                 |
| 13e                               | Tejay van Garderen                | États-Unis                        | EF Pro Cycling                    | 3                                 |
| 14e                               | Peio Bilbao                       | Espagne                           | Bahrain-McLaren                   | 2                                 |
| 15e                               | Alberto Bettiol                   | Italie                            | EF Pro Cycling                    | 1                                 |
| modifier                          |                                   |                                   |                                   |                                   |

| Arrivée d'étape La Roche-sur-Foron (km 167,5) | Arrivée d'étape La Roche-sur-Foron (km 167,5) | Arrivée d'étape La Roche-sur-Foron (km 167,5) | Arrivée d'étape La Roche-sur-Foron (km 167,5) | Arrivée d'étape La Roche-sur-Foron (km 167,5) |
| --------------------------------------------- | --------------------------------------------- | --------------------------------------------- | --------------------------------------------- | --------------------------------------------- |
|                                               | Coureur                                       | Pays                                          | Équipe                                        | Point(s)                                      |
| 1er                                           | Michał Kwiatkowski                            | Pologne                                       | Ineos Grenadiers                              | 20                                            |
| 2e                                            | Richard Carapaz                               | Équateur                                      | Ineos Grenadiers                              | 17                                            |
| 3e                                            | Wout van Aert                                 | Belgique                                      | Jumbo-Visma                                   | 15                                            |
| 4e                                            | Primož Roglič                                 | Slovénie                                      | Jumbo-Visma                                   | 13                                            |
| 5e                                            | Tadej Pogačar                                 | Slovénie                                      | UAE Emirates                                  | 11                                            |
| 6e                                            | Richie Porte                                  | Australie                                     | Trek-Segafredo                                | 10                                            |
| 7e                                            | Enric Mas                                     | Espagne                                       | Movistar                                      | 9                                             |
| 8e                                            | Mikel Landa                                   | Espagne                                       | Bahrain-McLaren                               | 8                                             |
| 9e                                            | Damiano Caruso                                | Italie                                        | Bahrain-McLaren                               | 7                                             |
| 10e                                           | Tom Dumoulin                                  | Pays-Bas                                      | Jumbo-Visma                                   | 6                                             |
| 11e                                           | Sepp Kuss                                     | États-Unis                                    | Jumbo-Visma                                   | 5                                             |
| 12e                                           | Miguel Ángel López                            | Colombie                                      | Astana                                        | 4                                             |
| 13e                                           | Marc Hirschi                                  | Suisse                                        | Sunweb                                        | 3                                             |
| 14e                                           | Peio Bilbao                                   | Espagne                                       | Bahrain-McLaren                               | 2                                             |
| 15e                                           | Simon Geschke                                 | Allemagne                                     | CCC                                           | 1                                             |
| modifier                                      |                                               |                                               |                                               |                                               |

|   | Coureur            | Pays     | Équipe           | Secondes |
| - | ------------------ | -------- | ---------------- | -------- |
| 1 | Richard Carapaz    | Équateur | Ineos Grenadiers | 8 s      |
| 2 | Michał Kwiatkowski | Pologne  | Ineos Grenadiers | 5 s      |
| 3 | Peio Bilbao        | Espagne  | Bahrain-McLaren  | 2 s      |

|   | Coureur            | Pays     | Équipe           | Secondes |
| - | ------------------ | -------- | ---------------- | -------- |
| 1 | Michał Kwiatkowski | Pologne  | Ineos Grenadiers | 10 s     |
| 2 | Richard Carapaz    | Équateur | Ineos Grenadiers | 6 s      |
| 3 | Wout van Aert      | Belgique | Jumbo-Visma      | 4 s      |

### Cols et côtes
| Cormet de Roselend (km 46) 1re catégorie (18,6 km à 6,1%) | Cormet de Roselend (km 46) 1re catégorie (18,6 km à 6,1%) | Cormet de Roselend (km 46) 1re catégorie (18,6 km à 6,1%) | Cormet de Roselend (km 46) 1re catégorie (18,6 km à 6,1%) | Cormet de Roselend (km 46) 1re catégorie (18,6 km à 6,1%) |
| --------------------------------------------------------- | --------------------------------------------------------- | --------------------------------------------------------- | --------------------------------------------------------- | --------------------------------------------------------- |
|                                                           | Coureur                                                   | Pays                                                      | Équipe                                                    | Point(s)                                                  |
| 1er                                                       | Marc Hirschi                                              | Suisse                                                    | Sunweb                                                    | 10                                                        |
| 2e                                                        | Richard Carapaz                                           | Équateur                                                  | Ineos Grenadiers                                          | 8                                                         |
| 3e                                                        | Thomas De Gendt                                           | Belgique                                                  | Lotto-Soudal                                              | 6                                                         |
| 4e                                                        | Michał Kwiatkowski                                        | Pologne                                                   | Ineos Grenadiers                                          | 4                                                         |
| 5e                                                        | Nicolas Edet                                              | France                                                    | Cofidis                                                   | 2                                                         |
| 6e                                                        | Simon Geschke                                             | Allemagne                                                 | CCC                                                       | 1                                                         |
| modifier                                                  |                                                           |                                                           |                                                           |                                                           |

| Côte de la route des Villes (km 67,5) 3e catégorie (3,2 km à 6,6%) | Côte de la route des Villes (km 67,5) 3e catégorie (3,2 km à 6,6%) | Côte de la route des Villes (km 67,5) 3e catégorie (3,2 km à 6,6%) | Côte de la route des Villes (km 67,5) 3e catégorie (3,2 km à 6,6%) | Côte de la route des Villes (km 67,5) 3e catégorie (3,2 km à 6,6%) |
| ------------------------------------------------------------------ | ------------------------------------------------------------------ | ------------------------------------------------------------------ | ------------------------------------------------------------------ | ------------------------------------------------------------------ |
|                                                                    | Coureur                                                            | Pays                                                               | Équipe                                                             | Point(s)                                                           |
| 1er                                                                | Marc Hirschi                                                       | Suisse                                                             | Sunweb                                                             | 2                                                                  |
| 2e                                                                 | Richard Carapaz                                                    | Équateur                                                           | Ineos Grenadiers                                                   | 1                                                                  |
| modifier                                                           |                                                                    |                                                                    |                                                                    |                                                                    |

| Col des Saisies (km 91) 2e catégorie (14,6 km à 6,4%) | Col des Saisies (km 91) 2e catégorie (14,6 km à 6,4%) | Col des Saisies (km 91) 2e catégorie (14,6 km à 6,4%) | Col des Saisies (km 91) 2e catégorie (14,6 km à 6,4%) | Col des Saisies (km 91) 2e catégorie (14,6 km à 6,4%) |
| ----------------------------------------------------- | ----------------------------------------------------- | ----------------------------------------------------- | ----------------------------------------------------- | ----------------------------------------------------- |
|                                                       | Coureur                                               | Pays                                                  | Équipe                                                | Point(s)                                              |
| 1er                                                   | Marc Hirschi                                          | Suisse                                                | Sunweb                                                | 5                                                     |
| 2e                                                    | Richard Carapaz                                       | Équateur                                              | Ineos Grenadiers                                      | 3                                                     |
| 3e                                                    | Peio Bilbao                                           | Espagne                                               | Bahrain-McLaren                                       | 2                                                     |
| 4e                                                    | Michał Kwiatkowski                                    | Pologne                                               | Ineos Grenadiers                                      | 1                                                     |
| modifier                                              |                                                       |                                                       |                                                       |                                                       |

| Col des Aravis (km 117,5) 1re catégorie (6,7 km à 7%) | Col des Aravis (km 117,5) 1re catégorie (6,7 km à 7%) | Col des Aravis (km 117,5) 1re catégorie (6,7 km à 7%) | Col des Aravis (km 117,5) 1re catégorie (6,7 km à 7%) | Col des Aravis (km 117,5) 1re catégorie (6,7 km à 7%) |
| ----------------------------------------------------- | ----------------------------------------------------- | ----------------------------------------------------- | ----------------------------------------------------- | ----------------------------------------------------- |
|                                                       | Coureur                                               | Pays                                                  | Équipe                                                | Point(s)                                              |
| 1er                                                   | Richard Carapaz                                       | Équateur                                              | Ineos Grenadiers                                      | 10                                                    |
| 2e                                                    | Peio Bilbao                                           | Espagne                                               | Bahrain-McLaren                                       | 8                                                     |
| 3e                                                    | Michał Kwiatkowski                                    | Pologne                                               | Ineos Grenadiers                                      | 6                                                     |
| 4e                                                    | Marc Hirschi                                          | Suisse                                                | Sunweb                                                | 4                                                     |
| 5e                                                    | Nicolas Edet                                          | France                                                | Cofidis                                               | 2                                                     |
| 6e                                                    | Thomas De Gendt                                       | Belgique                                              | Lotto-Soudal                                          | 1                                                     |
| modifier                                              |                                                       |                                                       |                                                       |                                                       |

| \| Montée du Plateau des Glières (km 143,5) Hors catégorie (6,0 km à 11,2%) \| Montée du Plateau des Glières (km 143,5) Hors catégorie (6,0 km à 11,2%) \| Montée du Plateau des Glières (km 143,5) Hors catégorie (6,0 km à 11,2%) \| Montée du Plateau des Glières (km 143,5) Hors catégorie (6,0 km à 11,2%) \| Montée du Plateau des Glières (km 143,5) Hors catégorie (6,0 km à 11,2%) \| \| ------------------------------------------------------------------------ \| ------------------------------------------------------------------------ \| ------------------------------------------------------------------------ \| ------------------------------------------------------------------------ \| ------------------------------------------------------------------------ \| \| \| Coureur \| Pays \| Équipe \| Point(s) \| \| 1er \| Richard Carapaz \| Équateur \| Ineos Grenadiers \| 20 \| \| 2e \| Michał Kwiatkowski \| Pologne \| Ineos Grenadiers \| 15 \| \| 3e \| Peio Bilbao \| Espagne \| Bahrain-McLaren \| 12 \| \| 4e \| Marc Hirschi \| Suisse \| Sunweb \| 10 \| \| 5e \| Carlos Verona \| Espagne \| Movistar \| 8 \| \| 6e \| Tadej Pogačar \| Slovénie \| UAE Emirates \| 6 \| \| 7e \| Primož Roglič \| Slovénie \| Jumbo-Visma \| 4 \| \| 8e \| Enric Mas \| Espagne \| Movistar \| 2 \| \| modifier \| \| \| \| \| |                    |          |                  |          |
| Montée du Plateau des Glières (km 143,5) Hors catégorie (6,0 km à 11,2%) |                    |          |                  |          |
| | Coureur            | Pays     | Équipe           | Point(s) |
| 1er | Richard Carapaz    | Équateur | Ineos Grenadiers | 20       |
| 2e | Michał Kwiatkowski | Pologne  | Ineos Grenadiers | 15       |
| 3e | Peio Bilbao        | Espagne  | Bahrain-McLaren  | 12       |
| 4e | Marc Hirschi       | Suisse   | Sunweb           | 10       |
| 5e | Carlos Verona      | Espagne  | Movistar         | 8        |
| 6e | Tadej Pogačar      | Slovénie | UAE Emirates     | 6        |
| 7e | Primož Roglič      | Slovénie | Jumbo-Visma      | 4        |
| 8e | Enric Mas          | Espagne  | Movistar         | 2        |
| modifier |                    |          |                  |          |

### Prix de la combativité
- Marc Hirschi (Sunweb)

## Classements à l'issue de l'étape

### Classement général
| Classement général | Classement général | Classement général | Classement général | Classement général  |
|                    | Coureur            | Pays               | Équipe             | Temps               |
| ------------------ | ------------------ | ------------------ | ------------------ | ------------------- |
| 1er                | Primož Roglič      | Slovénie           | Jumbo-Visma        | en 79 h 45 min 30 s |
| 2e                 | Tadej Pogačar      | Slovénie           | UAE Emirates       | + 57 s              |
| 3e                 | Miguel Ángel López | Colombie           | Astana             | + 1 min 27 s        |
| 4e                 | Richie Porte       | Australie          | Trek-Segafredo     | + 3 min 6 s         |
| 5e                 | Mikel Landa        | Espagne            | Bahrain-McLaren    | + 3 min 28 s        |
| 6e                 | Enric Mas          | Espagne            | Movistar           | + 4 min 19 s        |
| 7e                 | Adam Yates         | Royaume-Uni        | Mitchelton-Scott   | + 5 min 55 s        |
| 8e                 | Rigoberto Urán     | Colombie           | EF Pro Cycling     | + 6 min 5 s         |
| 9e                 | Tom Dumoulin       | Pays-Bas           | Jumbo-Visma        | + 7 min 24 s        |
| 10e                | Alejandro Valverde | Espagne            | Movistar           | + 12 min 12 s       |
| modifier           |                    |                    |                    |                     |

| Classement par points | Classement par points | Classement par points | Classement par points    | Classement par points |
| --------------------- | --------------------- | --------------------- | ------------------------ | --------------------- |
|                       | Coureur               | Pays                  | Équipe                   | Point(s)              |
| 1er                   | Sam Bennett           | Irlande               | Deceuninck-Quick Step    | 298 points            |
| 2e                    | Peter Sagan           | Slovaquie             | Bora-Hansgrohe           | 246 pts               |
| 3e                    | Matteo Trentin        | Italie                | CCC                      | 235 pts               |
| 4e                    | Bryan Coquard         | France                | B&B Hotels-Vital Concept | 171 pts               |
| 5e                    | Caleb Ewan            | Australie             | Lotto-Soudal             | 158 pts               |
| 6e                    | Julian Alaphilippe    | France                | Deceuninck-Quick Step    | 150 pts               |
| 7e                    | Wout van Aert         | Belgique              | Jumbo-Visma              | 146 pts               |
| 8e                    | Tadej Pogačar         | Slovénie              | UAE Emirates             | 123 pts               |
| 9e                    | Michael Mørkøv        | Danemark              | Deceuninck-Quick Step    | 120 pts               |
| 10e                   | Primož Roglič         | Slovénie              | Jumbo-Visma              | 101 pts               |
| modifier              |                       |                       |                          |                       |

| Classement du meilleur grimpeur | Classement du meilleur grimpeur | Classement du meilleur grimpeur | Classement du meilleur grimpeur | Classement du meilleur grimpeur |
| ------------------------------- | ------------------------------- | ------------------------------- | ------------------------------- | ------------------------------- |
|                                 | Coureur                         | Pays                            | Équipe                          | Point(s)                        |
| 1er                             | Richard Carapaz                 | Équateur                        | Ineos Grenadiers                | 74 points                       |
| 2e                              | Tadej Pogačar                   | Slovénie                        | UAE Emirates                    | 72 pts                          |
| 3e                              | Primož Roglič                   | Slovénie                        | Jumbo-Visma                     | 67 pts                          |
| 4e                              | Marc Hirschi                    | Suisse                          | Sunweb                          | 62 pts                          |
| 5e                              | Miguel Ángel López              | Colombie                        | Astana                          | 51 pts                          |
| 6e                              | Benoît Cosnefroy                | France                          | AG2R La Mondiale                | 36 pts                          |
| 7e                              | Pierre Rolland                  | France                          | B&B Hotels-Vital Concept        | 36 pts                          |
| 8e                              | Nans Peters                     | France                          | AG2R La Mondiale                | 31 pts                          |
| 9e                              | Richie Porte                    | Australie                       | Trek-Segafredo                  | 28 pts                          |
| 10e                             | Lennard Kämna                   | Allemagne                       | Bora-Hansgrohe                  | 27 pts                          |
| modifier                        |                                 |                                 |                                 |                                 |

| Classement général du meilleur jeune | Classement général du meilleur jeune | Classement général du meilleur jeune | Classement général du meilleur jeune | Classement général du meilleur jeune |
|                                      | Coureur                              | Pays                                 | Équipe                               | Temps                                |
| ------------------------------------ | ------------------------------------ | ------------------------------------ | ------------------------------------ | ------------------------------------ |
| 1er                                  | Tadej Pogačar                        | Slovénie                             | UAE Emirates                         | en 79 h 46 min 27 s                  |
| 2e                                   | Enric Mas                            | Espagne                              | Movistar                             | + 3 min 22 s                         |
| 3e                                   | Valentin Madouas                     | France                               | Groupama-FDJ                         | + 1 h 35 min 35 s                    |
| 4e                                   | Daniel Felipe Martínez               | Colombie                             | EF Pro Cycling                       | + 1 h 51 min 32 s                    |
| 5e                                   | Lennard Kämna                        | Allemagne                            | Bora-Hansgrohe                       | + 2 h 10 min 21 s                    |
| 6e                                   | Harold Tejada                        | Colombie                             | Astana                               | + 2 h 29 min 13 s                    |
| 7e                                   | Niklas Eg                            | Danemark                             | Trek-Segafredo                       | + 2 h 42 min 1 s                     |
| 8e                                   | Marc Hirschi                         | Suisse                               | Sunweb                               | + 2 h 43 min 0 s                     |
| 9e                                   | Neilson Powless                      | États-Unis                           | EF Pro Cycling                       | + 2 h 56 min 52 s                    |
| 10e                                  | Pavel Sivakov                        | Russie                               | Ineos Grenadiers                     | + 4 h 6 min 17 s                     |
| modifier                             |                                      |                                      |                                      |                                      |

| Classement par équipes | Classement par équipes | Classement par équipes | Classement par équipes |
|                        | Équipe                 | Pays                   | Temps                  |
| ---------------------- | ---------------------- | ---------------------- | ---------------------- |
| 1re                    | Movistar               | Espagne                | en 239 h 23 min 11 s   |
| 2e                     | Jumbo-Visma            | Pays-Bas               | + 24 min 36 s          |
| 3e                     | Bahrain-McLaren        | Bahreïn                | + 58 min 47 s          |
| 4e                     | EF Pro Cycling         | États-Unis             | + 1 h 15 min 27 s      |
| 5e                     | Ineos Grenadiers       | Royaume-Uni            | + 1 h 26 min 17 s      |
| 6e                     | Trek-Segafredo         | États-Unis             | + 1 h 39 min 28 s      |
| 7e                     | Astana                 | Kazakhstan             | + 1 h 39 min 58 s      |
| 8e                     | AG2R La Mondiale       | France                 | + 2 h 53 min 41 s      |
| 9e                     | UAE Emirates           | Émirats arabes unis    | + 3 h 10 min 46 s      |
| 10e                    | Groupama-FDJ           | France                 | + 3 h 19 min 59 s      |
| modifier               |                        |                        |                        |

## Abandon
- André Greipel (Israel Start-Up Nation) : abandon